# 比什努·普卡尔·施雷斯塔
比什努·普卡尔·施雷斯塔，尼泊爾政治人物，曾任尼泊爾駐中華人民共和國兼駐蒙古國和朝鮮民主主義人民共和國大使。

## 經歷
1954年12月12日出生於尼泊爾塔丁。他畢業於農業科學專業，並擁有尼泊爾特里布文大學的政治學碩士學位和法律研究生學位。
施雷斯塔大使的職業生涯始於中學教師，後來他也在大學教授政治學並輔導其他教師。他在教育領域工作了約25年。出于對尼泊爾教育部門帶來積極變革和進步的興趣，他參與了集體行動，並在尼泊爾教師運動中發揮了領導作用。他曾擔任尼泊爾全國教師協會顧問（1996年至1999年）、南亞區域合作聯盟教師聯盟副主席（1994年至1996年）、尼泊爾全國教師協會秘書長（1992年至1996年）以及尼泊爾全國教師協會塔丁分會创始主席（1979年至1981年）。
同時，施雷斯塔還積極參與了尼泊爾共產主義運動。1971年他參加了全尼泊尔民族自由学生联盟的學生運動，1972年在塔丁苏瑙拉巴扎尔創立了共產主義研究中心，從而在尼泊爾共產主義陣營中成為了一個知名人物。後來，他於1978年成為尼泊爾共產黨的成員，並自此以來一直堅定地致力於該黨的目標和使命。在參與尼泊爾共產黨期間，他大力倡導社會正義和國內人民的政治變革。他是信息公開運動的創始活動家之一；並倡导了各個社區的經濟、社會和文化權利。自2006年以來，他擔任人權與社會變革運動（Campaign for Human Rights and Social Transformation）主席，自2009年以來擔任尼泊爾非政府組織聯合會顧問。
施雷斯塔在2006年至2012年期間對尼泊爾的衝突管理和和平進程做出了巨大的貢獻。他於2006年成為停火行为准则国家监督委员会（Cease-fire Code of Conduct National Monitoring Committee）成員。出于對和平的堅定信念，他為促進當時尼泊爾的衝突方之間的和平進程做出了多次努力。他於2003年擔任公民和平委員會的成員兼秘書，並在1998年至2003年間擔任PRCMN的秘書長，2002年至2003年間擔任公民社會和平與發展的協調員。冲突期间，施雷斯塔成为了强迫失踪的受害者，不过最终被释放。
在党内，施雷斯塔被安排过各種职位，包括1986年擔任县書記、1988年擔任巴格马蒂局成員以及1997年擔任巴克塔普尔和勒利德布尔县委會成員。他還擔任了一些關鍵職位，如自2012年起擔任尼泊爾共產黨（革命毛主義者）中央顧問，自2016年起擔任尼泊爾共產黨（毛主義中心）政治局成員（負責知識分子特別委員會和人權部門的中央負責人），以及自2019年以來擔任尼泊爾共產黨中央選舉委員會主席。他還曾擔任尼泊爾共產黨的當然常務委員會成員。
施雷斯塔曾訪問多個國家，包括阿富汗、日本、泰國、孟加拉國、印度、土耳其、南非、肯尼亞和澳大利亞。
2022年4月，尼泊尔政府推荐了该国驻二十个国家的大使人选，来自尼泊尔共产党（毛主义中心）的施雷斯塔被推荐为尼泊尔驻华大使。6月23日，尼泊爾總統比迪亚·德维·班达里任命施雷斯塔爲尼泊爾駐中華人民共和國大使。他于2022年7月17日抵华，8月8日向外交部礼宾司司长洪磊递交国书副本。2023年4月24日，向國家主席習近平遞交國書。他兼任尼泊爾駐蒙古國和朝鮮民主主義人民共和國非常駐大使：2023年11月15日，向蒙古國外交部國務祕書遞交國書副本。2024年離任。

## 個人生活
施雷斯塔大使精通尼泊爾語、英語、印地語和尼瓦爾語。他與妻子賓達·庫馬里·施雷斯塔（Binda Kumari Shrestha）育有三個子女。